# 神造島

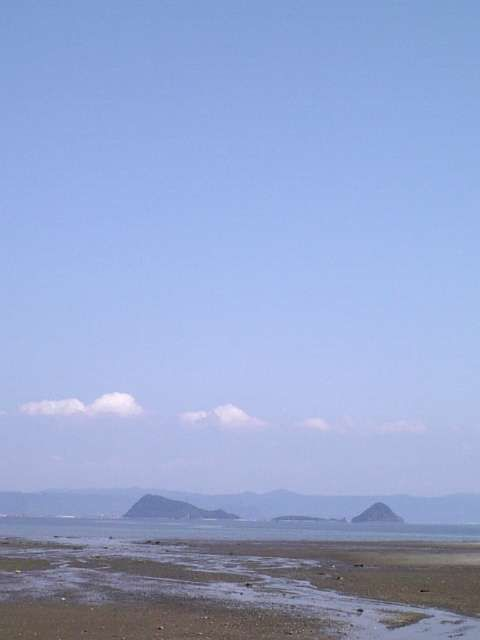
神造島、左から辺田小島、弁天島、沖小島

神造島（かみつくりしま）は別名を隼人三島といい、北側から順に辺田小島、弁天島、沖小島と呼ばれる3つの島の総称である。鹿児島湾湾奥部、霧島市沖にある無人島。
『続日本紀』に天平宝字8年12月（765年）に7日にわたる造島活動があって民家62戸が埋まり80余人が犠牲となったことと、それは大穴持神（おおなむちのかみ）（霧島市国分の大穴持神社の祭神）の神業によるものであったこととが記載されているが、実際には桜島の噴火活動の影響でできた島であるとされている。